# Al-Kahtaniya
Tirbespi (officiellement en arabe : القحطانية, al-Qahtaniya; anciennement Qubur al-Bid; en syriaque : ܩܒܪ̈ܐ ܚܘܪ̈ܐ[réf. nécessaire]) est une ville du nord-est de la Syrie. Lors du recensement de 2004, elle comptait 16 946 habitants. 
Dans l'Antiquité, un fort romain proche de la ville moderne et lié aux défenses frontalières de l'Empire romain pourrait avoir été le « Castra Maurorum » mentionné par l'historien romain Ammien Marcellin.  
Le site est devenu une ville sous le mandat français. Jusqu'au 1962, le nom de la ville était le toponyme en kurde : Tirbe Spî, mais en 1962, le gouvernement syrien a arabisé le nom officiel en Qubur al-Bid, lors de son programme d'arabisation, et en 1969 en Qahtaniya,. 

## Géographie
Le site se situe dans le Djézireh de Syrie de Haute Mésopotamie, entre les cités antiques de Nisibe (Nusaybin-Qamichli, sur le Mygdonius) et Bezabde (en) (Eski Hendek, sur le Tigre). Le site se trouve sur une plaine alluviale au sud du Tur Abdin et arrosée par un affluent de l'oued Djerrahi (ou Djerrahi, Jarrah), lui-même affluent du Mygdonius. L'altitude de la ville est d'environ 400 m. La frontière entre la Syrie et la Turquie passe entre la ville et le Tur Abdin. Plus au sud se trouvent les Monts Sinjar et la ville antique de Singara (Sinjar).

## Histoire

### Antiquité
Les vestiges d'un fort romain ont été découverts par George Andrew Wood à proximité du site moderne de Qubur al-Bid. (Le site est au sud de la ville moderne, à 37°00'41.6"N 41°31'43.8"E). Le fort, jusqu'alors inconnu, a été identifié pour la première fois à partir d'images satellites militaires par Wood, un officier américain du 67th Armored Regiment (en),. Le fort était à environ 30 km de Nisibe. Les murs du fort, d'une épaisseur d'environ 1,50 m, mesuraient environ 160 m du nord au sud et 120 m d'est en ouest. Sa superficie était donc de 1,92 ha. Les angles étaient arrondis et étaient probablement défendus par des tours qui ne faisaient pas saillie de l'enceinte. Deux rangées de fossés concentriques défendaient les murs : le fossé intérieur mesurait 5 m de large et était séparé du mur par une risberme. Le fossé extérieur était plus large, près de 7 m. Le fort a été construit pendant la période impériale romaine, très probablement pendant la période commençant par Trajan (r. 98-117) et se terminant par la chute de la dynastie des Sévères (r. 193-235). Une autre possibilité est une date beaucoup plus ancienne, le fort peut être lié aux campagnes de Lucullus au Ier siècle av. J.-C.,.

### Antiquité tardive
Le fort (en latin : castrum) peut avoir été l'endroit désigné par Ammien Marcellin comme « Castra Maurorum » (en français : Le-Camp-des-Maures d'après la traduction d'Ammien de 1860 par Désiré Nisard). Castra Maurorum  faisait partie des places fortes nommées par Ammien que les Romains ont été contraints de céder à l'Empire sassanide après l'échec de la guerre de l'empereur Julien (r. 355-363) en 363 : les villes fortifiées de Nisibe et Singara et les quinze autres forts des cinq « regiones Transtigritanae » (Arzanène, Moxoène, Zabdicène (en), Rehimena, et Corduène). Ammien décrit Castra Maurorum comme munimentum perquam oportunum (« une fortification extrêmement important »),. 
La situation de Castra Maurorum n'est pas certaine, et avant la découverte de Wood, elle était située à d'autres endroits, notamment à Seh Qubba sur le Tigre. Selon Wood, Seh Qubba est trop éloigné de Nisibe pour que les signaux de feux mentionnés par Ammien aient été mutuellement visibles entre les fortifications. Mais le fort à Qubur al-Bid est suffisamment proche pour permettre de telles communications,. Selon Rocco Palermo, l'identification de ce fort comme Castra Maurorum – plutôt que Seh Qubba – est beaucoup plus plausible, bien qu'il soit également possible qu'Ammien fasse référence à une chaîne de  signaux de feux à travers plusieurs installations militaires près de Nisibe. Le texte d'Ammien n'est cependant pas clair et il reste possible que le fort identifié par Wood ne soit pas assez grand pour avoir été Castra Maurorum, car sa taille ne ressemble en rien à celle de Singara ou de Nisibe, les autres places fortes mentionnées par Ammien comme ayant été rendu par l'empereur Jovien (r. 363-364). (La superficie de Seh Qubba est presque dix-huit fois plus grande que le fort de Qubur al-Bid.) Selon Anthony Comfort et Michał Marciak, le site le plus probable pour Castra Maurorum reste donc Seh Qubba. 

### Établissement
Les Français occupèrent le lieu en français : « Koubour el-Bid » le 6 ou le 8 août 1927, un an après la première occupation militaire française de Qamichli le 1er septembre 1926,:341–347. Une tentative antérieure pour établir le contrôle français s'était soldée par un échec embarrassant en juillet 1923 : un poste militaire français en sous-effectif dans le village de Behendour avait été attaqué et mis en déroute par les tribus Haverkan le 23 juillet, tandis qu'une colonne militaire de 100 soldats, n'ayant pas réussi à atteindre le Tigre, a été attaqué sur le chemin du retour à Behendour:313–315. À cette époque, la route vers Mossoul traversait l'oued Djerrahi sur le site, où se trouvaient les ruines d'un village:48. La bataille a eu lieu le 31 juillet sur le site de Qubur al-Bid avec la perte d'une trentaine de soldats français. L'humiliation a amené les Français à adopter une approche plus défensive et prudente de l'administration de la Djézireh, et pendant un certain temps l'établissement d'avant-postes militaires au nord de Tell Hamidi sur le Mygdonius a été strictement interdit:313–315.
La ville actuelle a été construite par Hadjo Agha et ses partisans après leur révolte infructueuse contre le contrôle turc près de Midyad en 1926. Bien que les autorités françaises du Mandat lui aient initialement refusé la permission de s'installer, dans les années 1920, le contrôle français sur le nord de la Syrie n'était que symbolique et Hadjo Agha a continué à mener des raids à travers la frontière vers la région de Nusaybin à partir d'une base en Syrie. Finalement, Hadjo Agha et sa confédération tribale, les Haverkan, se sont installés à Dougheur (Dogur) près de Nusaybin. Avec l'aide des Français, il érige son propre village, Tirbe Spî (« tombeau blanc »). Les villageois locaux ont commencé à lui rendre hommage, ce qui concernait les chefs des Kurdes locaux,,,:341–347. Le Haut-Commissariat français lui a permis de s'y installer à condition qu'il n'entreprenne aucune action en territoire turc. Ayant promis sa loyauté aux Français, et malgré ses actions en 1923, Hadjo Agha fut autorisé à installer son peuple dans la haute vallée de Djerrahi et à rétablir un village sur les ruines de Qubur al-Bid:53. La tribu Duriki, établie depuis longtemps dans la région, lui a donné cette petite portion de terre, sur laquelle il a construit Tirbespi,. Au moment de l'arrivée de Hadjo Agha, le site se composait d'un campement de tentes et de quelques maisons en terre. Hadjo Agha a organisé la construction des premiers bâtiments en béton:28.
Les Haverkan n'étaient pas initialement identifiés comme des Kurdes – les rapports britanniques les décrivent comme une confédération tribale d'Assyriens ou de Yézidis. Le Havekan était composé de groupes de musulmans et de groupes de Yézidis. Le territoire du Haverkan avait été divisé entre la Turquie, l'Irak et la Syrie par de nouvelles frontières après la Première Guerre mondiale. Pour éviter la marginalisation, ils ont été contraints d'adopter une identité au sein du nouvel environnement politique. Hadjo Agha – un des premiers partisans de Khoybûn – et ses propres partisans ont adopté le nationalisme kurde et entretenaient de solides relations avec les Yézidis. La présence de Hadjo Agha a attiré de nombreux autres réfugiés kurdes de Turquie dans les années 1920 et 1930,,,:341–347. Plus de 600 familles y étaient installées.
La ville était l'une des petites villes établies sous le mandat français après 1922 dans le Djézireh de Syrie, qui comprenait également Qamichli, Ras al-Aïn, Dirbasiyya (en), Amouda, Dayrik et Aïn Diwar. Les populations centrales de ces villes étaient généralement des réfugiés chrétiens urbains venus de Turquie. Dans ces villes nouvelles, ces groupements fournissent les commerçants, artisans et auxiliaires militaires. En 1931, le Service de renseignement à Hassaké, dans un rapport au Haut Commissariat, estime la population de Qubur al-Bid à 3 000, dont 2 000 répertoriés comme chrétiens. Selon Pierre Rondot, écrivant en 1936, dans la décennie suivant la fondation du lieu : 

« Kubur el-bid (en kurde : Tirbê sipî : les tombeaux blancs) situé sur le territoire des Hevêrkan, n'a aucun caractère tribal; c'est un petit marché agricole qui a participé au rapide développement de la région de Kamechlié; l'afflux des commerçants, généralement chrétiens, et la garnison qui y stationne lui procurent un aspect composite. »:48

### Histoire ultérieure
Tirbespi fait partie du gouvernorat de Hassaké depuis la période coloniale. Tirbespi resta sous le contrôle de Hadjo Agha jusqu'à ce que les Français quittent la Syrie en 1946:28.
Les inondations d'avril 1962 détruisirent environ 150 maisons et magasins, tuèrent une trentaine de personnes et causèrent pour 300 000 dollars américains de dégâts. L'ambassadeur des États-Unis en Syrie (en) (Ridgway B. Knight (en)) a versé 10 000 livres syriennes (2801 $) pour les secours de la catastrophe.
En 1965, Tirbespi devient une municipalité. Dans le cadre de la campagne d'arabisation, le nom de la ville a été changé en « Qubur al-Bid », une traduction du nom kurde:28. En 1969, le nom a été changé en  « al-Qahtaniya » (en arabe : القحطانية):28,. Des Bédouins d'ailleurs se sont réinstallés à Tirbespi. D'autres Arabes ont été déplacés à Tirbespi depuis des zones proches d'Alep et de Raqqa qui ont été inondées au cours des années 1960:28.
Le 13 mars 2004, après les émeutes de Qamichli de 2004, au cours desquelles 40 civils kurdes ont été tués, des habitants de Tirbespi qui protestaient contre les meurtres ont été blessés par balles par les forces gouvernementales syriennes.
En 2004, Tirbespi est la sixième plus grande ville du gouvernorat de Hassaké[réf. nécessaire]. Tirbespi fait partie du district de Qamichli et sa municipalité compte environ 120 villages:28.
Fin juillet 2012, pendant la guerre civile syrienne, les Unités de protection du peuple (YPG) ont pris le contrôle de la ville.
Le 4 août 2013, Rudaw (en) a rapporté de violents combats au sud de Tirbespi. Selon les YPG, quatre combattants des YPG ont été tués, ainsi que 70 tués de l'État islamique et de Jabhat al-Nosra (al-Qaïda au Levant). Un attentat suicide perpétré par deux hommes vêtus d'uniformes des YPG a tué six membres des YPG et deux artistes kurdes dans la soirée du 19 septembre 2013 dans un centre de formation des YPG à 4 km de Tirbespi,. Dans la nuit du 9 au 10 novembre 2013, les bureaux du Parti démocratique du Kurdistan de Syrie (al-Parti ou PDKS) à Tirbespi ont été incendiés. Des bureaux du même parti et d'autres dans d'autres villes du Kurdistan syrien (Qamichli et Amouda) ont été incendiés le 27 juin ; le al-Parti a blâmé les partisans du Parti de l'union démocratique (PYD) pour ces attaques et a déclaré que l'incendie criminel de Tirbespi visait à accroître l'inimitié mutuelle entre les Kurdes.
Une voiture piégée a explosé sur la place du marché de Tirbespi a blessé quatre personnes dans la soirée du 14 février 2014. L'attaque a eu lieu près de l'église assyrienne,. L'un des blessés est décédé à l'hôpital le 18 février. Un attentat suicide perpétré par un jeune dans la soirée du 6 mars 2014 a blessé deux membres des YPG et un civil près des locaux d'une organisation affiliée au PYD qui était autrefois une caserne de la police politique du gouvernement syrien. Dans la matinée du 26 mars 2014, un civil et un combattant des YPG ont été tués et d'autres blessés dans un attentat suicide perpétré par l'État islamique contre le siège local du PYD dans les bureaux de la banque agricole de Tirbespi. Le 4 avril, deux personnes ont été blessées lorsque la bombe qu'ils transportaient à moto (destiné à attaquer les YPG) a explosé prématurément.
À la suite de ces incidents et en prévision de nouvelles attaques, le 8 avril, l'Assayech a bouclé Tirbespi de 4 heures du matin à midi afin de mener des perquisitions maison par maison dans le quartier majoritairement arabe d'Al-Sewre ; les habitants de Tirbespi ont été priés de rester à l'intérieur. Environ 100 personnes ont été arrêtées ; la plupart ont été libérés. Deux membres du Mouvement de la jeunesse kurde (TCK, en kurde : Tevgera Ciwanên Kurd) ont été détenus pendant près d'un mois et finalement libérés le 7 mai. Le 26 avril 2014, des combats ont eu lieu près de Tirbespi dans le village de Reef al-Hasaka, au sud de la ville,. Selon l'Observatoire syrien des droits de l'homme, trois membres de l'État islamique ont été tués dans une bataille entre eux et les YPG et Assayech. Selon Rudaw, deux combattants des YPG ont été blessés.
Le matin du 9 mai 2014, une explosion s'est produite dans une maison de Tirbespi appartenant à un membre du PDKS. Le propriétaire de la maison, vivant en Allemagne, avait loué la maison. Le locataire n'était pas chez lui lorsque l'explosion s'est produite, qui a tué un homme et en a blessé un autre. Les hommes étaient membres du PYD. Le locataire, un membre du PDKS, a été arrêté par les Assayech et aurait avoué avoir planifié de bombarder une mosquée dans un quartier arabe de Tirbespi ; sa famille a accusé les Assayech et le gouvernement local (contrôlé par le PYD et ses alliés) d'avoir extorqué des aveux sous la torture. D'autres personnes ont également été arrêtées à Tirbespi, Çilaxa et ailleurs. Le Conseil national kurde (ENKS) a exigé une enquête officielle équitable, tandis que le PDKS a exigé que toutes les personnes non impliquées dans l'attentat à la bombe soient libérées,,,,.
Le matin du 10 juin 2014, l'explosion d'une bombe posée sur la place du marché a légèrement blessé trois personnes. Dans la soirée du 14 juin 2014, un attentat à la voiture piégée a entraîné une énorme explosion qui a détruit des magasins et des maisons à proximité et a tué au moins 17 personnes, en blessant plus de 20 autres,,,. Selon Rudaw, l'un des blessés graves a dû être soigné dans un hôpital du Kurdistan turc, mais après avoir attendu trois jours dans la ville frontalière de Derbesiyya (en), lui et sa famille ont été empêchés de traverser la frontière syro-turque.
L'oued Djerrahi près de Tirbespi est le site de l'une des trois enclaves de Yézidis dans la Djézireh de Syrie. Là, les principaux villages yézidis sont Otilje, Drecik et Tell Khatun:56. En 2018, la communauté yézidie de Tirbespi, qui entretient des liens étroits avec les yézidis des monts Sinjar, a célébré la remise du prix Nobel de la paix à Nadia Murad, une yézidie parmi les yézidis de Sinjar.
En 2018, Voice of America a signalé une augmentation de l'industrie informelle du raffinage du pétrole dans le district de Hassaké. L'industrie pétrolière a augmenté en raison des effets de la sécheresse sur la rentabilité agricole. Un ouvrier pétrolier de Tirbespi a dit à Voice of America qu'il manquait d'autres emplois.
Selon un rapport de 2019 sur les minorités chrétiennes de la région publié par la Fondation Konrad-Adenauer de l'Union chrétienne-démocrate d'Allemagne, une école primaire syriaque à Tirbespi a été fermée après une interdiction des écoles privées sans licence émise par l'Administration autonome en 2018.
Au printemps 2019, il y a eu de fortes pluies et des inondations. Le 30 mars, un comité d'urgence a été formé à Tirespi pour surveiller les niveaux d'eau des barrages voisins, qui montaient. (La montée des eaux du barrage de Mizgeft et du barrage de Meşûqê a également menacé Derik et Çilaxa). En avril les inondations ont affecté les fermes de Tirbespi ; en conséquence, la récolte a été menacée par une maladie du blé. Selon Rudaw, l'administration autonome a déclaré qu'il assurait l'approvisionnement des marchés locaux en traitements appropriés que les agriculteurs pourraient appliquer à leurs champs de blé. En juillet 2019, de vastes incendies dans le Kurdistan syrien ont endommagé de nombreux champs autour de Tirbespi. Les incendies autour de Tirbespi étaient parmi les plus graves. Dans la commune autour de Tirbespi, les champs appartenant à 29 villages ont été incendiés. Environ 100 000 dounams de terres ont été endommagés. Selon Rudaw, la cause des incendies n'a été expliquée ni par l'administration autonome ni par le gouvernement syrien.
Une voiture piégée a explosé à Tirbespi le 7 août 2019. La bombe a explosé en face de la poste de la ville. Trois enfants auraient été tués,,. Selon Yekiti Media, les enfants auraient travaillé avec leur père au marché ; alors qu'un véhicule militaire des YPG traversait la place du marché, la voiture piégée a été déclenchée. Selon Rudaw, à la mi-septembre 2019, de nombreux Yézidis ont fui l'invasion turque du Kurdistan syrien, s'enfuyant vers le Kurdistan irakien.
Une frappe aérienne turque a frappé les champs pétrolifères de Saïda le 11 octobre 2019. La frappe aérienne a déclenché un incendie qui a coupé l'électricité de toute la région environnante. L'attaque était l'une des nombreuses frappes menées contre les services publics et la distribution de nourriture pendant l'invasion. Comme à Qamichli, l'artillerie turque frappe les églises de Tirbespi:140–141.
Malgré l'émigration massive des chrétiens de Syrie depuis le début de la Guerre civile syrienne en 2011, la fête du printemps du nouvel an (Kha b-Nisan (en) ou Akitu) a été célébrée par les chrétiens de Tirbespi le 1er avril 2021.

## Personnes notables
- Tuma Gawriye Nahroyo, poète et auteur assyrien (1936-2002).
- Sleman Henno, auteur assyrien et prêtre de l'Église syriaque orthodoxe (1918-2006).
- Şevger Hovik (ku), musicien kurde (1957)[59]